# アンジオテンシン変換酵素
アンギオテンシン変換酵素（アンギオテンシンへんかんこうそ、英: angiotensin-converting enzyme、ACE、EC 3.4.15.1）とは不活性体であるアンギオテンシンI (英: angiotensin I、Ang I) を、生理活性を持つアンギオテンシンII (英: angiotensin II、Ang II) に変換する反応を触媒する酵素（プロテアーゼ）である。

## 構造・発現
アンジオテンシン変換酵素（以下「ACE」）はその活性中心(HExxH)に亜鉛を有するメタロプロテアーゼの一種であり、細胞膜上に存在する。ACEには2つの異なるタイプが存在し、それぞれ somatic ACE (sACE) と germinal ACE (gACE) と呼ばれる。sACEは全身の細胞に広く分布するのに対して、gACEは発現している組織が限られており、精巣に発現していることが知られている。また、sACEは活性部位をN末端側とC末端側に2つ持つのに対し、gACEは活性部位を1つしか持たない。sACEのN末端及びC末端の活性中心部位はそれぞれアミノ酸配列は同じであるにもかかわらず、基質に対する反応性など性質が異なる点が存在する。

## 機能

レニン-アンジオテンシン系におけるACEの役割。

ACEの基本的な働きはアンジオテンシンIを活性体のアンジオテンシンIIへ変換し、ナトリウムの再吸収を促して血圧の調整を行うことにある。また、ACEはブラジキニンの分解に関与するキニナーゼIIと同等であることが知られている。つまり、ACEはアンジオテンシンIの変換とキニナーゼIIの分解の両方に働く酵素である。その他にもサブスタンスPや黄体形成ホルモン放出ホルモン (LH-RH) 等を基質とすることが知られており、基質特異性は低い。近年ではレニン・アンジオテンシン・アルドステロン系 (英: renin-angiotensin system、RAS) 以外に対するACEの機能も解明されつつある。
ACEはACE阻害薬によって阻害することができる。ただし、ヒトにおいてはACEを介さないキマーゼ・アンギオテンシン系によってもアンジオテンシンIIが生成されている (通常のラットにはキマーゼ・アンギオテンシン系が無い)。
ナトリウム再取り込みが不要な高塩食ではレニン分泌やACE活性が低下してレニン・アンジオテンシン系が抑制される。しかし自然発症高血圧ラット (SHR)においては高塩食によって血漿中のレニンやACE活性が低下しているのにもかかわらずアンジオテンシンIIが増加しているとされる。